# Amphioplus textilis
Amphioplus textilis är en ormstjärneart som först beskrevs av Jean Baptiste François René Koehler 1907.  Amphioplus textilis ingår i släktet Amphioplus och familjen trådormstjärnor. Inga underarter finns listade i Catalogue of Life.